# PEX11A
PEX11A (англ. Peroxisomal biogenesis factor 11 alpha) – білок, який кодується однойменним геном, розташованим у людей на короткому плечі 15-ї хромосоми. Довжина поліпептидного ланцюга білка становить 247 амінокислот, а молекулярна маса — 28 353.
| 10         |  | 20         |  | 30         |  | 40         |  | 50         |
| ---------- |  | ---------- |  | ---------- |  | ---------- |  | ---------- |
| MDAFTRFTNQ |  | TQGRDRLFRA |  | TQYTCMLLRY |  | LLEPKAGKEK |  | VVMKLKKLES |
| SVSTGRKWFR |  | LGNVVHAIQA |  | TEQSIHATDL |  | VPRLCLTLAN |  | LNRVIYFICD |
| TILWVRSVGL |  | TSGINKEKWR |  | TRAAHHYYYS |  | LLLSLVRDLY |  | EISLQMKRVT |
| CDRAKKEKSA |  | SQDPLWFSVA |  | EEETEWLQSF |  | LLLLFRSLKQ |  | HPPLLLDTVK |
| NLCDILNPLD |  | QLGIYKSNPG |  | IIGLGGLVSS |  | IAGMITVAYP |  | QMKLKTR    |

A: Аланін

C: Цистеїн

D: Аспарагінова кислота

E: Глутамінова кислота

F: Фенілаланін

G: Гліцин

H: Гістидин

I: Ізолейцин

K: Лізин

L: Лейцин

M: Метіонін

N: Аспарагін

P: Пролін

Q: Глутамін

R: Аргінін

S: Серин

T: Треонін

V: Валін

W: Триптофан

Задіяний у такому біологічному процесі, як альтернативний сплайсинг. 
Локалізований у мембрані, пероксисомах.